# 內文·馬伊斯托洛維奇
內文·馬伊斯托洛維奇（1989年3月17日—）是一位塞爾維亞排球運動員。他是塞爾維亞國家排球隊的一員，代表塞爾維亞參加了2014年世界排球錦標賽。